# إديث ليزلي
إديث ليزلي (بالإنجليزية: Edith Lesley)‏ هي أكاديمية أمريكية، ولدت في 1872، وتوفيت في 1953.